# Гобернадор
Гобернадор (ісп. Gobernador) — муніципалітет в Іспанії, у складі автономної спільноти Андалусія, у провінції Гранада. Населення — 286 осіб (2010).
Муніципалітет розташований на відстані близько 330 км на південь від Мадрида, 41 км на північний схід від Гранади.
На території муніципалітету розташовані такі населені пункти: (дані про населення за 2010 рік)
- Дельгадільйо: 34 особи
- Гобернадор: 252 особи

## Демографія
Динаміка населення (INE ):

## Галерея зображень

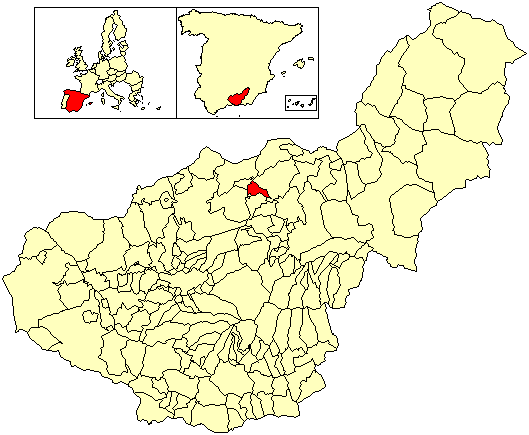
Розташування муніципалітету у провінції Гранада